# 唐和陵
和陵是中国唐昭宗的陵墓。位于河南省偃师市顾县镇曲家寨村东南2公里景山。又称“小冢”。
东距恭陵1.5公里。墓高0.5米，周长16米。墓道长60米，墓室面积200平方米。现为洛阳市文物保护单位。